# Dzień Modlitw za Więźniów
Dzień Modlitw za Więźniów – polskie święto katolickie obchodzone corocznie 26 marca, ustanowione na Konferencji Episkopatu Polski podczas 347. Zebrania Plenarnego Episkopatu, które obradowało w Warszawie w dniach 10-11 marca 2009 roku.
Z inicjatywą ustanowienia święta wystąpiło Stowarzyszenie Ewangelicznej Pomocy Więźniom Bractwo Więzienne, wraz ze swym założycielem ks. Janem Sikorskim, oraz naczelny kapelan więziennictwa i wiceprezydent Międzynarodowej Komisji Katolickiego Duszpasterstwa Więziennego ks. Paweł Wojtas. 
Ideą ustanowienia Dnia Modlitw za Więźniów jest potrzeba ogarnięcia modlitwą zwłaszcza tych więźniów, którzy trwają daleko od Boga, nie widzą sensu nawrócenia lub którym brakuje nadziei w Miłosierdzie Boże. 
W 1991 roku papież Jan Paweł II, podczas IV podróży apostolskiej do Polski odwiedzając Zakład Karny w Płocku, zwrócił się do więźniów ze słowami:
Jesteście skazani, to prawda, ale nie potępieni. Każdy z was może zostać przy pomocy łaski Bożej - świętym.
Obchody odbywają się w dniu wspomnienia Dobrego Łotra (czyli św. Dyzmy), patrona więźniów, a Bractwo Więzienne organizowało w tym dniu pielgrzymkę przedstawicieli więźniów na Jasną Górę. W roku 2016 krajowe Stowarzyszenie “Bractwo Więzienne” zostało rozwiązane i zastąpione nowo powstałym Stowarzyszeniem Bractwo Więzienne Samarytania z siedzibą a w Bydgoszczy, o zasięgu krajowym, które reprezentuje Polskę w Prison Fellowship International.